# Долина Маврт

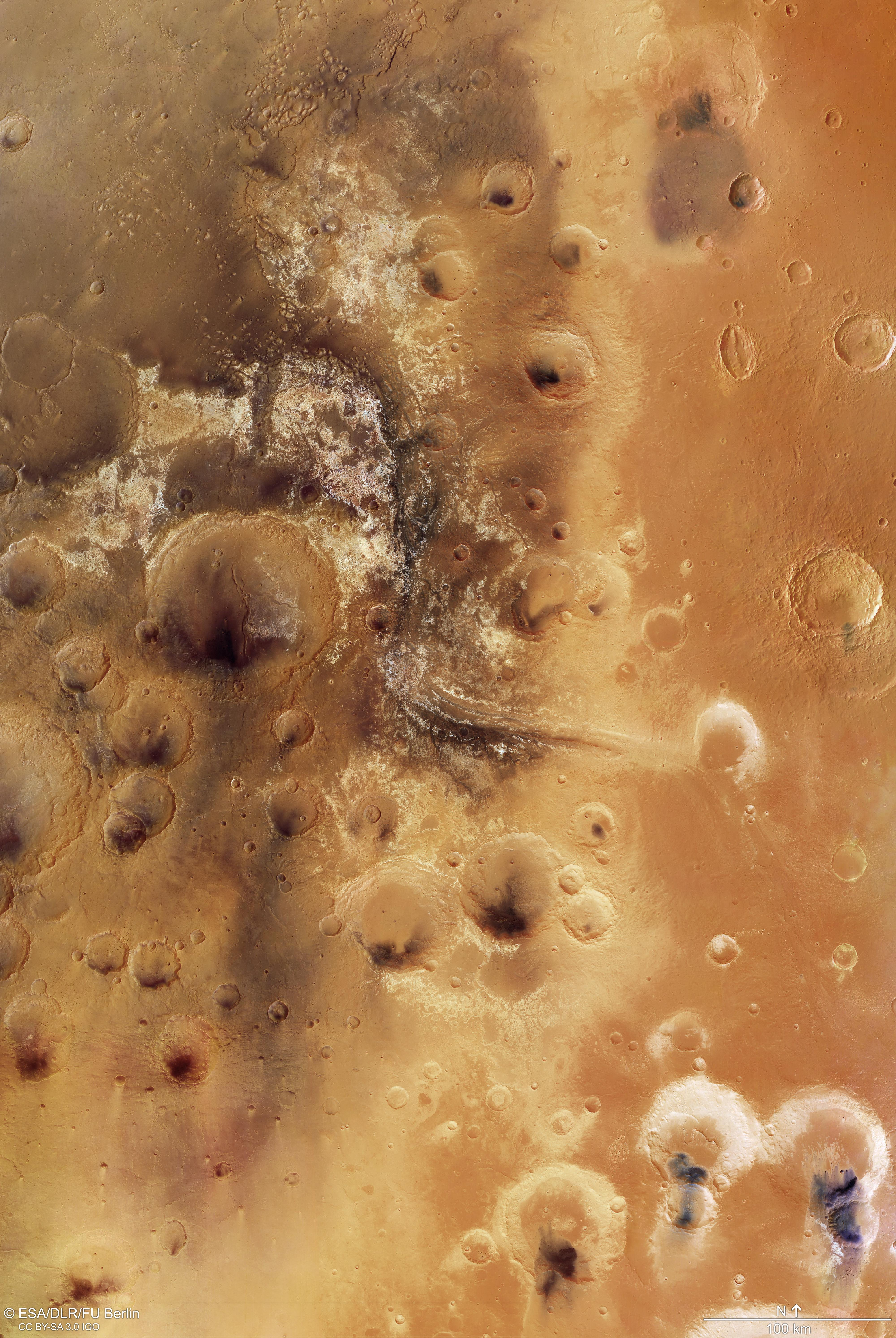
Долина Маврт; просторы долины с каналом, длина которого составляет около 600 км, а глубина — около 2 км

Долина Ма́врт (Mawrth Vallis; корректнее Ма́урт; Mawrth, [maurθ] означает «Марс» на валлийском языке) — долина на планете Марс. Спускается с земли Аравия на прилегающую равнину, координаты центра — 22°18′ с. ш. 343°30′ в. д. / 22,3° с. ш. 343,5° в. д.. Лежит на высоте примерно 2 километра ниже геодезического датума.
Представляет собой древний канал оттока с богатыми глиной породами светлых цветов.
Долина Маврт является одной из старейших долин на Марсе. Она сформировалась в наслоениях пород, и впоследствии покрылась ими же, поэтому сейчас для того, чтобы её исследовать, приходится искать места обнажение древних слоёв, или же использовать другие методы исследований, которые позволяли бы не принимать во внимание внешние наслоения.
Регион долины Маврт является объектом особого внимания, поскольку в нём были обнаружены силикатные (глинистые) минералы, которые образуются только в присутствии воды. Впервые эти минералы были обнаружены в данной долине на основе данных спектрометра OMEGA, который располагался на борту орбитального аппарата «Maрс-экспресс» Европейского космического агентства. Спектрометр CRISM, который был на борту аппарата «Mars Reconnaissance Orbiter», обнаружил две разновидности глины — один богатый на алюминий, другой — на железо. Каждый из этих видов имеет уникальную зону залегания. Среди глинистых минералов, обнаруженных орбитальным аппаратом «Mars Reconnaissance Orbiter» сравнительно недавно, можно отметить монтмориллонит, каолинит и нонтронит.
Поскольку в долине отмечен отдельный вид глины, который покрывает исключительно только возвышенности и низины долины, существует вероятность, что данный вид является вулканическим пеплом, падавшим в открытый водоём. На Земле такие глины встречаются, в частности, в выветренных вулканических породах и гидротермальных системах, где вулканическая активность и вода взаимодействуют между собой.
На определённом этапе планирования миссии НАСА «Марсианская научная лаборатория» долина Маврт рассматривалась как вероятное место посадки космического аппарата, однако окончательным местом посадки модуля был выбран кратер Гейла. Долина рассматривалась как одна из возможных посадочных площадок для аппарата «Экзомарс» — совместной программы Европейского космического агентства (ЕКА) и российской госкорпорации Роскосмос.
Следует отметить, что глинистые минералы легко консервируют признаки микроскопической жизни на Земле, исходя из этого, можно предположить существование вероятности нахождения следов древней жизни в долине Маврт.